# Daniel Chițoiu
Daniel Chițoiu, né le 11 juillet 1967 à Păușești, dans le județ de Vâlcea, est un homme politique roumain, membre de l'Alliance des libéraux et démocrates (ALDE).
Il est Vice-Premier ministre et ministre des Finances publiques dans le second gouvernement de Victor Ponta du 21 décembre 2012 au 26 février 2014.

## Biographie

### Formation
Il a fait toutes ses études à l'Académie des sciences économiques. Il y obtient une licence d'économie en 1990, puis un doctorat en politique monétaire en 2004.

### Parcours professionnel
Après avoir été inspecteur des finances, puis contrôleur financier à la Cour des comptes, dans les années 1990, il devient directeur général adjoint au ministère de l'Économie en 1998. Revenu à la Cour des comptes en 2001, il entre à l'Agence nationale d'administration fiscale en 2005, dont il est nommé président en 2007.

### Vie politique
À l'occasion des élections législatives du 30 novembre 2008, il est élu à la Chambre des députés. Lorsque le social-démocrate Victor Ponta accède, le 7 mai 2012, aux fonctions de Premier ministre dans le cadre d'une coalition avec le PNL, il est nommé ministre de l'Économie, du Commerce et du Milieu des affaires.
L'alliance ayant remporté une nette majorité absolue aux élections législatives du 9 décembre 2012, Daniel Chițoiu est choisi, le 21 décembre suivant, comme Vice-Premier ministre et ministre des Finances publiques.